# Santa Cruz de Tenerife
Santa Cruz de Tenerife là một đô thị trong tỉnh Santa Cruz de Tenerife, cộng đồng tự trị quần đảo Canaria Tây Ban Nha. Đô thị này có diện tích là ki-lô-mét vuông, dân số năm 2009 là 222.417 người với mật độ người/km².
Santa Cruz de Tenerife (thường được gọi là Santa Cruz) là thủ phủ (cùng với Las Palmas), thành phố đông dân thứ nhì của Cộng đồng tự trị của Quần đảo Canaria và nằm trong danh sách 21 thành phố lớn nhất ở Tây Ban Nha, với dân số 222.417 người trong năm 2009. Tùy thuộc vào nguồn, đây là vùng đô thị lớn thứ 13, 14, hoặc 16 ở Tây Ban Nha, với dân số 404.913, 481.592 người hay 581.947 người.. Santa Cruz là thành phố và vùng đô thị lớn thứ hai của Liên minh châu Âu bên ngoài châu Âu. Santa Cruz de Tenerife cũng là thủ phủ của đảo Tenerife (quần đảo đông dân nhất của Tây Ban Nha)  và thủ phủ của tỉnh Santa Cruz de Tenerife. Nằm ở góc phần tư đông bắc của Tenerife, khoảng 210 km (130 dặm) ngoài khơi bờ biển phía tây bắc của châu Phi trong Đại Tây Dương. Trong đợt phân chia lãnh thổ của Tây Ban Nha 1833 và năm 1927, Santa Cruz de Tenerife là thủ đô duy nhất của quần đảo Canary, cho đến khi 1927 khi một nghị định ra lệnh cho thủ đô của quần đảo Canary được chia sẻ, và nó vẫn còn tư cách đó cho đến ngày nay. Cảng có tầm quan trọng rất lớn và là trung tâm truyền thông giữa châu Âu, châu Phi và châu Mỹ, với các tàu du lịch đến từ nhiều quốc gia. Thành phố này là trung tâm đầu não ở trong nước và thông tin liên lạc giữa các đảo trong quần đảo Canary.
Thành phố này là nơi đóng Nghị viện của quần đảo Canary, Ban chủ tịch Canaria (được chia sẻ trong một nhiệm kỳ bốn năm với Las Palmas de Gran Canaria), một nửa của các Bộ, Ban của Chính phủ Canaria, (nửa kia nằm ở Gran Canaria), Tòa án Tenerife và Toà án tỉnh và hai tòa án của Tòa Thượng Thẩm Tư pháp của quần đảo Canary. Có nhiều cơ sở của Đại học La Laguna ở Santa Cruz, bao gồm cả Trường Mỹ thuật và các Khoa Khoa học Hải quân. bến cảng của nó là một trong những cảng bận rộn nhất của Tây Ban Nha, nó bao gồm ba thành phần. Cảng này có tầm quan trọng về giao thông thương mại và vận chuyển hành khách, cũng như là một điểm dừng chân quan trọng cho tàu tuần dương trên đường từ châu Âu đến vùng biển Caribbean. Cũng có một trong carnivals lớn nhất thế giới. Các Carnival của Santa Cruz de Tenerife bây giờ mong muốn trở thành Di sản thế giới, và là quan trọng nhất của Tây Ban Nha và lớn thứ hai trên thế giới. Biểu tượng thành phố là Auditorio de Tenerife.